# Raymond Sans
Raymond, François, Ernest Sans est un ingénieur français, co-inventeur du Polytome,, né le 13 février 1902 à Beaupréau en Maine-et-Loire, décédé le 10 décembre 1996 à Brive-la-Gaillarde et inhumé à Massy.

## Biographie
Diplômé de l'École centrale Paris (promotion 1924), il est ingénieur à l'Assistance publique - Hôpitaux de Paris lorsqu'il dépose en 1947, avec son confrère Jean Porcher, un brevet de tomographe portant la précision des clichés radiologiques au millimètre et permettant ainsi d'observer plus de détails du corps humain qu'auparavant,. Un prototype est conçu dans le service de radiologie de la Salpêtrière en 1949. La version industrialisée baptisée Polytome et fabriquée par la société Massiot à Courbevoie est présentée au Congrès des radiologistes de langue française de Bruxelles en 1951. Cette innovation est l'ancêtre du scanner moderne,.
Toujours avec Jean Porcher, il dépose un brevet pour un dispositif de protection pour appareil de radiologie en 1954.